# Topologische Konjugation
Von topologischer Konjugation spricht man in der Mathematik, wenn es einen Homöomorphismus gibt, der eine stetige Abbildung zu einer anderen konjugiert. Das Konzept ist in der Analyse dynamischer Systeme von größerer Bedeutung, und zwar besonders bei der Betrachtung diskreter Systeme.

## Definition
Es seien X und Y zwei metrische Räume und {\displaystyle f\colon X\rightarrow X} sowie {\displaystyle g\colon Y\rightarrow Y} zwei stetige Abbildungen. Dann heißen {\displaystyle f} und {\displaystyle g} topologisch konjugiert, wenn es einen Homöomorphismus {\displaystyle h\colon X\rightarrow Y} gibt, so dass
{\displaystyle h\circ f=g\circ h.}
Ist {\displaystyle h} lediglich eine stetige surjektive Abbildung, so sagt man, dass {\displaystyle g} und {\displaystyle f} topologisch semikonjugiert sind.
Analog sagen wir, zwei Flüsse {\displaystyle \varphi } auf {\displaystyle X} und {\displaystyle \psi } auf {\displaystyle Y} sind topologisch konjugiert (topologisch semikonjugiert), wenn ein Homöomorphismus (eine stetige surjektive Abbildung) {\displaystyle h\colon Y\to X} existiert, so dass 
{\displaystyle \varphi (h(y),t)=h\psi (y,t),\ t\in \mathbb {R} .}

## Diskussion
Das Konzept der topologischen Konjugation zweier Abbildungen ist besonders bei der Analyse der durch sie gegebenen dynamischen Systeme von großer Bedeutung. Denn es gibt eine Anzahl topologischer Invarianten, also topologischer Eigenschaften einer Abbildung {\displaystyle f}, die unter der topologischen Konjugation invariant sind. In diesem Sinne kann man die topologische Konjugation als eine Art Koordinatentransformation betrachten.
Wir sehen aus obiger Definition induktiv sofort ein, dass
{\displaystyle f=h^{-1}\circ g\circ h{\text{ und }}f^{n}=h^{-1}\circ g^{n}\circ h.}
Hiermit können wir schließen, dass Orbits eines dynamischen Systems unter der topologischen Konjugation auf die Orbits des topologisch konjugierten dynamischen Systems abgebildet werden, und zwar periodische auf periodische Orbits und nichtperiodische auf nichtperiodische Orbits.
Weitaus bedeutender für die Analyse der Dynamik ist jedoch die Feststellung, dass auch Chaos eine topologische Invariante ist. Denn für die zwei topologisch konjugierten Abbildungen {\displaystyle f\colon X\to X} und {\displaystyle g\colon Y\to Y} gilt: {\displaystyle f} ist genau dann chaotisch, wenn {\displaystyle g} chaotisch ist.
Weitere Invarianten unter der topologischen Konjugation sind zum Beispiel topologische Transitivität, sensitive Abhängigkeit von den Anfangswerten und die topologische Entropie.

## Beispiel
Es sei 
{\displaystyle {\begin{aligned}G_{r}\colon \mathbb {R} &\to \mathbb {R} \\x&\mapsto rx(1-x)\end{aligned}}}
die logistische Abbildung. Es lässt sich nun mit Hilfe der topologischen Konjugation zeigen, dass {\displaystyle G_{r}} für Parameterwerte von {\displaystyle r>2+{\sqrt {5}}} auf der wie folgt induktiv definierten Cantormenge chaotisch operiert:
{\displaystyle {\begin{aligned}A_{0}&=\left\{x\in [0,1]\mid G_{r}(x)>1\right\},\\A_{n}&=\left\{x\in [0,1]\mid G_{r}^{i}(x)\in A_{i-1}\ \forall \ i=1,\ldots ,n\right\}\end{aligned}}}
und
{\displaystyle A=[0,1]\setminus (\bigcup _{n=0}^{\infty }A_{n}).}